# 751

## Evenimente
- Se încheie dominația dinastiei Merovingiene (447-751), dinastia Carolingiană preia conducerea peste franci (751-888).

## Nașteri
- dată necunoscută: Carloman I rege al Francilor (768–771) (d. 771)

## Decese
- dată necunoscută: Gisulf al II-lea de Benevento  (n. ?)